# K-teoría

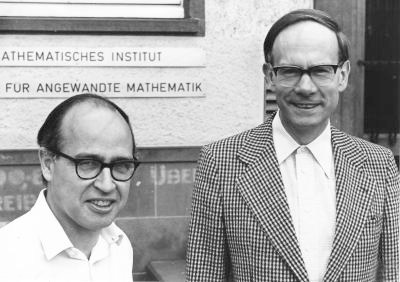
Fotografía de Michael Atiyah (izquierda) y Friedrich Hirzebruch (derecha)

La teoría K o K-teoría es una teoría inicialmente desarrollada para estudiar sistemáticamente el estudio de haces coherentes en variedades algebraicas y los fibrados vectoriales en variedades diferenciales.

## Definiciones
Sea X un espacio topológico compacto y Vect(X,C,n) el conjunto de clases de isomorfismo de fibrados complejos de rango n sobre X, este conjunto tiene la estructura de un monoide abeliano con la suma de Whitney de fibrados vectoriales. Análogamente, Vect(X,R,n) para fibrados reales. Las sumas directas para cada {\displaystyle n\geq 0} dan lugar a los monoides abelianos de clases de isomorfismo de fibrados vectoriales
La teoría K compleja K(X) asociada a X se define como el grupo de Grothendieck asociado al primer monoide, mientras que la teoría K real KO(X) asociada a X es la compleción del segundo monoide. Los elementos de la teoría K son fibrados virtuales.
La teoría K real se llama también ortogonal. El origen de la denominación es la palabra klasse, refiriéndose al concepto de clase en alemán.
El producto tensorial de fibrados vectoriales dota a K(X) y KO(X) de la estructura de anillo conmutativo. Alternativamente, Vect(X,C,n) es un semi-anillo respecto el producto tensorial y la compleción de Grothendieck da lugar a este mismo anillo. Si {\displaystyle f:X\longrightarrow Y} es una aplicación continua entre espacios topológicos, el pull-back de fibrados vectoriales por f induce morfismos de anillos
Se puede comprobar que dos aplicaciones {\displaystyle f\simeq g:X\longrightarrow Y} homotópicas inducen el mismo morfismo {\displaystyle f^{*}=g^{*}}. Estas propiedades se pueden sintetizar diciendo que las asignaciones
definen functores contravariantes de la categoría de espacios topológicas con morfismos clases de homotopía de aplicaciones a la categoría de anillos y morfismos de anillos.

## Teoría K reducida
La teoría-K compleja y real de un punto X=pt. es isomorfa a los enteros Z, el isomorfismo dado por el rango. Dado un punto {\displaystyle x\in X} se induce un morfismo de K(X) a Z y se define la K-teoría reducida de un espacio X como
Nótese que la teoría-K reducida de X es un ideal de la K-teoría de X y dado que no es isomorfo al anillo total no contiene la identidad, el fibrado de línea trivial. Además, se tiene

## Ejemplos
En {\displaystyle KO(\mathbb {R} \mathbb {P} ^{n})} el fibrado tangente del espacio proyectivo real satisface la ecuación
con {\displaystyle \gamma _{1}} denota el fibrado tautológico y {\displaystyle [\varepsilon ]} denota la clase del fibrado trivial de rango 1. En efecto, la aplicación enviando la recta definida por un vector tangente a una recta del espacio ortogonal define un isomorfismo
La igualdad en K-teoría se deduce del hecho que {\displaystyle Hom(\gamma _{1},\gamma _{1})} tiene una sección global, la identidad, y luego es trivial:
Análogamente en {\displaystyle K(\mathbb {C} \mathbb {P} ^{n})} se tiene
Un ejemplo fundamental en la teoría es el cálculo de {\displaystyle {\widetilde {K}}(S^{2})\cong \mathbb {Z} }.

## Estabilidad
Sean E,F fibrados vectoriales sobre X, E y F son establemente isomorfos si existen dos naturales n,m tales que
Si se requiere adicionalmente n=m se dice que los fibrados son estrictamente establemente isomorfos. Por ejemplo, {\displaystyle T\mathbb {R} \mathbb {P} ^{n}} y {\displaystyle \oplus ^{n+1}\gamma _{1}^{*}} son establemente isomorfos, no estrictamente.
Entonces el resultado que da sentido geométrico a la teoría-K es el siguiente
Teorema: Existe un isomorfismo de grupos entre el grupo de clases de isomorfismos estables de fibrados sobre X y la K-teoría reducida de X.
El hecho topológico esencial para demostrar el teorema es la existencia de un fibrado ortogonal trivializante. De forma precisa, dado un fibrado {\displaystyle E\in Vect(X,\mathbb {C} ,n)} existe un fibrado E' tal que
para algún natural s. Esto permite escribir un fibrado virtual como diferencia de una clase de fibrado en Vect(X,C,n) y un múltiplo de la clase trivial. El isomorfismo viene dado por esta asociación, enviando E a la diferencia de E y el rango.
La palabra estable en este contexto no tiene relación con la estabilidad de fibrados definida por la condición GIT.

## Esferas
En esta sección estudiamos la teoría-K reducida de una esfera {\displaystyle S^{k}}. Teniendo en cuenta que las esferas se obtienen por suspensión de una esfera de dimensión inferior, {\displaystyle S^{k}=\Sigma S^{k-1}}, y que la suspensión es el functor adjunto por la izquierda del functor espacio de lazas {\displaystyle \Omega } obtenemos las siguientes biyecciones
El último conjunto es en biyección con el grupo de homotopía (k-1)-ésimo de Gl(C,n), como este grupo retrae a U(n) concluimos
Para entender la teoría-K es necesario tener en cuenta todas los posibles rangos n. El resultado principal es el siguiente isomorfismo de grupos:
Teorema: {\displaystyle {\widetilde {K}}(S^{k})\cong \pi _{k-1}(\cup _{n}U(n))}.
Los grupos estables de homotopía se deducen directamente del teorema de periodicidad de Bott. En particular, {\displaystyle {\widetilde {K}}(S^{2})\cong \pi _{1}(\cup _{n}U(n))\cong \mathbb {Z} .}
Para la teoría-K no reducida el caso de la 2-esfera es el primer caso relevante y permite el cálculo de la teoría-K de ciertas suspensiones iteradas de un espacio.
Teorema: {\displaystyle K(S^{2})} es un anillo generado por el fibrado de línea canónico {\displaystyle \gamma _{1}} sobre {\displaystyle S^{2}\cong \mathbb {C} \mathbb {P} ^{1}} con la relación {\displaystyle ([\gamma _{1}]-[\varepsilon ])^{2}=0}.
La relación se deduce directamente del cálculo en la sección de ejemplos usando que {\displaystyle TS^{2}\cong \gamma _{1}^{2}}.